# Delaware (zatoka)
Delaware (ang. Delaware Bay) – zatoka Oceanu Atlantyckiego, u wschodniego wybrzeża Stanów Zjednoczonych, na granicy stanów Delaware (na zachodzie) i New Jersey (na wschodzie), stanowiąca estuarium rzeki Delaware. Zatoka wcina się w ląd na długość około 80 km i liczy do 40 km szerokości, powierzchnia – około 2030 km². Wejście do zatoki znajduje się pomiędzy przylądkami Cape May i Cape Henlopen. Wybrzeże zatoki składa się głównie ze słonowodnych bagien.
Przez zatokę przebiega droga wodna, łącząca Ocean Atlantycki z portem w Filadelfii (na rzece Delaware) i siecią kanałów Intracoastal Waterway.
Dawniej jej okolice zamieszkiwali Delawarowie (Lenape), którzy nazywali zatokę Poutaxat, co oznacza „w pobliżu wodospadów”. Obecną nazwę zatoce Delaware nadał w 1610 roku angielski żeglarz Samuel Argall na cześć gubernatora kolonialnego Thomasa Westa, barona De La Warr. Rzeka i stan Delaware wzięły swoje nazwy od zatoki.